# Veera Ballala II
Veera Ballala II (kannada: ವೀರ ಬಲ್ಲಾಳ; ... – 1220) è stato il più grande monarca dell’Impero Hoysala dell'India meridionale.

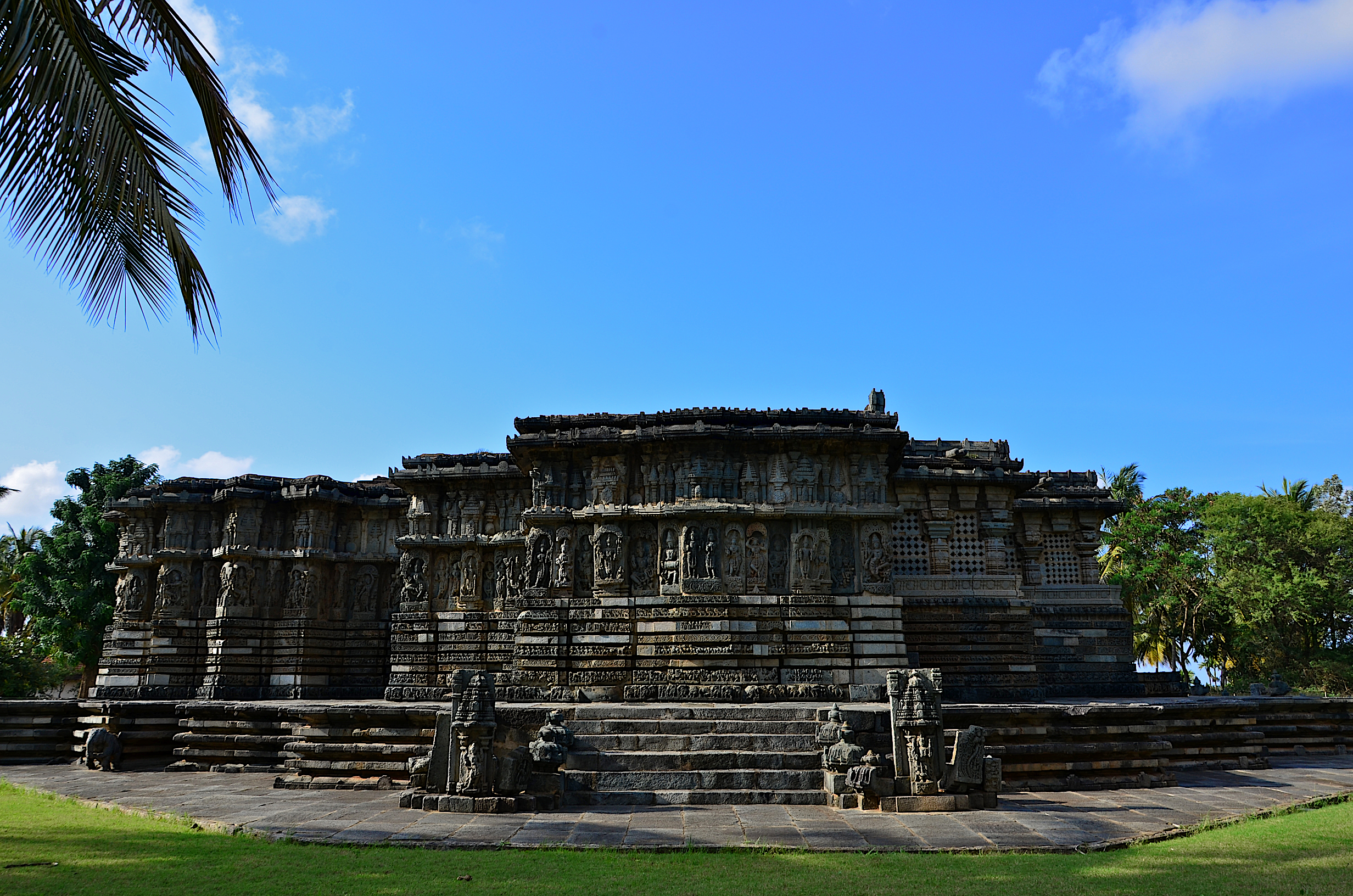
Tempio Kedareshwara, Halebidu

Ciò è dimostrato dai suoi successi contro i Seuna, Kalachuri meridionali, Pandya e Kalyani Chalukya e Chola. Il suo regno vide anche una prolifica attività letteraria in lingua kannada. Patrocinò Ranna e Rudrabhatta. Durante i quarantasette anni di governo, il regno Hoysala si consolidò al punto da essere chiamato impero. Il tempio Kedareshwara a Halebidu e il tempio Amritheswara a Chikmagalur sono alcune importante opere architettoniche edificate in questo periodo.

## La presa del potere
Ballala II rovesciò il trono del padre Narasimha I nel 1173. Narasimha non era molto popolare e durante il suo governo la grandezza del regno Hoysala era stata ridimensionata. Con l'aiuto di alcuni capi malnad, Ballala II assunse il controllo del regno. 

## Guerre contro Kalachuri, Chalukya e Seuna
Durante i primi anni di regno Ballala II si impadronì nel 1178 di Hanagal e tentò di raggiungere Belvola dove venne sconfitto dai Kalachuri. Ma negli anni successivi con l'indebolimento di Kalachuri dopo l'assassinio di Bijjala II e l'indebolimento del potere dei Kalyani Chalukya, Veera Ballala II mosse nuovamente verso i territori settentrionali. Prese Balligavi ai Kalachuri e sconfisse i Chalukya di Somesvara IV nel 1187. Condusse una vittoria contro i Seuna di Bhillama V a Soraturu nel 1190 estendendo significativamente i propri domini. Ebbe il pieno controllo della regione fino al fiume Krishna. Tuttavia nel 1212 alcuni dei territori guadagnati precedentemente vennero persi in seguito ad un'incursioni a Sud da parte dei Senua di Singhana II. 

## Relazioni con i Chola
Ballala II sposò una figlia di Kulothunga Chola III, e uno stesso matrimonio combinato venne realizzato nel senso inverso. Quando i Pandya attaccarono i Chola, Ballala mandò il principe ereditario Vira Narasimha II in loro aiuto. Vira Narasimha riuscì ad arrestare e a respingere l'invasione Pandya. In virtù di questo successo Ballala II guadagnato il titolo di Cholarajyapratishtacharya o "Rifondatore del Regno Chola". Tra il 1206 e il 1218 gli Hoysala invasero Magadai Mandalam. 
Nel 1220 Vira Narasimha II successe sul trono dell'Impero Hoysala.